# All Things to All Men
All Things to All Men (Brasil: O Jogo Mortal ) é um filme policial produzido no Reino Unido e lançado em 2013, sob a direção de George Isaac.